# 雷姆-弗莱德-巴尔根
雷姆-弗莱德-巴尔根是德国石勒苏益格－荷尔斯泰因州的一个市镇。总面积14.63平方公里，总人口534人，其中男性285人，女性249人（2011年12月31日），人口密度37人/平方公里。